# Веппаваддуван (Грама Ніладхарі)
Грама Ніладхарі Веппаваддуван (№ 186A) — Грама Ніладхарі підрозділу ОС Еравур-Патту, округ Баттікалоа, Східна провінція, Шрі-Ланка.